# チャンピオンズデー
チャンピオンズデー（Champions Day）とは、毎年4月最終日曜日に香港の沙田競馬場で開催される3つのG1競走の開催日、および総称である。
イギリスで開催されているブリティッシュ・チャンピオンズデーと区別するため、香港チャンピオンズデーとも称される。

## 歴史
- 2018年
  - チャンピオンズデー創設。
- 2019年
  - オーデマ・ピゲがクイーンエリザベス2世カップの協賛を停止。
  - 損害保険会社のFWDがスポンサーになり、正式名称が「FWDチャンピオンズデー」に変更される。[1][注 1]
- 2020年
  - 新型コロナウイルス (COVID-19)感染拡大の影響により、創設から初めて海外調教馬なしで開催される。[2]

## 実施される競走一覧
| 施行順  | 競走名                         | 競走格 | 出走条件 | 施行コース | 賞金総額       | 1着賞金        |
| ------- | ------------------------------ | ------ | -------- | ---------- | -------------- | -------------- |
| 第5競走 | チェアマンズスプリントプライズ | G1     | 3歳以上  | 芝1200m    | 2200万香港ドル | 1232万香港ドル |
| 第7競走 | チャンピオンズマイル           | G1     | 3歳以上  | 芝1600m    | 2200万香港ドル | 1232万香港ドル |
| 第8競走 | クイーンエリザベス2世カップ    | G1     | 3歳以上  | 芝2000m    | 2800万香港ドル | 1568万香港ドル |